# クラウディア・ウェルズ
クラウディア・ウェルズ（Claudia Grace Wells、1966年7月5日 - ）は、マレーシア出身のアメリカ合衆国を拠点とする女優、実業家。身長163cm。体重52kg。カリフォルニア州在住。代表作はSF映画『バック・トゥ・ザ・フューチャー』など。

## 来歴
1966年、マレーシア、クアラルンプール生まれ。
幼少時代をベネズエラのファルコン州・プント・フィホで過ごし、サンフランシスコの高校を卒業後、いくつかのテレビ番組に出演。1985年に『バック・トゥ・ザ・フューチャー』で主人公マーティ・マクフライの恋人のジェニファー・パーカー役を演じた。しかし撮影中に母親が癌と診断され、ウェルズは続編の2作品には出演しないことを決意した。後任には後にオスカー候補（1995年の『リービング・ラスベガス』）にもなるエリザベス・シューが抜擢された。
また同年、レーガン政権が支援したStop the Madnessというアンチドラッグを謳うミュージックビデオで、多くの有名なミュージシャンや俳優、アスリートたちと共演した。翌年、テレビシリーズ『Babies Having Babies』と『Fast Times』に出演（『Fast Times』は1982年の人気映画『Fast Times at Ridgemont High』をテレビシリーズ化したもので、ウェルズはフィービー・ケイツが演じたリンダ・バレット役を再演した。
この作品の後、1996年の『Still Waters Burn』まで女優活動を中断していた。
2010年、ウェルズは25年ぶりに『バック・トゥ・ザ・フューチャー』のジェニファー役を演じる機会を得て、『Back to the Future: The Game』の声優として復活した。
女優業としても長いブランクがあったが、2011年にサイエンスフィクション『Alien Armageddon』に復帰した。また、次の計画として2014年公開予定のホラー映画『Room & Board』に出演すると公表している。

## その他
1991年よりロサンゼルスのスタジオシティでArmani Wellsというメンズファッションの店を経営している。
1995年にセバスチャンという息子を出産した。

## 出演作品
- バック・トゥ・ザ・フューチャー Back to the future (1985)
- Stop the Madness (1985)
- Babies Having Babies (1986)
- Fast Times (1986)
- Still Waters Burn (1996)
- Back to the Future: The Game (2010)
- Alien Armageddon (2011)